# Sprawozdanie finansowe
Sprawozdanie finansowe – uporządkowane przedstawienie sytuacji finansowej i finansowych wyników działalności podmiotu gospodarczego.
Sprawozdanie dotyczy roku obrachunkowego i sporządza je się na dzień bilansowy dla jednostki gospodarczej jako całości. Sytuacja jednostki jest przedstawiana w formie zestawień liczbowych. Sprawozdanie jest przeznaczone dla osób spoza jednostki, która je sporządza, przez co konieczne jest uregulowanie prawne jego zawartości dla zapewnienia użyteczności i wiarygodności prezentowanych informacji.

## Opis
Sprawozdanie finansowe musi spełniać warunki formalne, tj.: wymagane jest podanie w nagłówku pełnej nazwy i adresu firmy, określenie momentu lub okresu, którego dotyczą dane, stwierdzenie czy sprawozdanie dotyczy pojedynczej jednostki gospodarczej czy grupy kapitałowej, w jakiej walucie zostało sporządzone sprawozdanie, jaki poziom zaokrągleń zastosowano. Inne warunki, to załączenie tablic statystycznych zawierających zestawienia liczbowe związane z określonym zagadnieniem. Następnym ważnym warunkiem jest podanie daty sporządzenia sprawozdania oraz podpisanie sprawozdania przez osoby odpowiedzialne za rzetelne i prawidłowe jego sporządzenie. Dane liczbowe można wykazywać w zaokrągleniu do tysiąca złotych, jeżeli nie zniekształci to obrazu jednostki zawartego w sprawozdaniu finansowym oraz w sprawozdaniu z działalności.
Roczne sprawozdanie finansowe jednostki podlega zatwierdzeniu przez organ zatwierdzający nie później niż 6 miesięcy od dnia bilansowego, natomiast skonsolidowane nie później niż 8 miesięcy od dnia bilansowego (art. 63c ust. 4 UoR).
Sporządzanie sprawozdania finansowego jest elementem końcowego etapu cyklu rachunkowości finansowej. Przy przygotowaniu sprawozdania finansowego istotne znaczenie mają dwa podstawowe założenia: kontynuacji działalności i memoriału.
Sprawozdania finansowe dostarczają wielu informacji dla ich odbiorców, dlatego muszą one spełniać pewne standardy jakościowe, aby informacje w nich zawarte nie budziły zastrzeżeń. Dlatego powinny odznaczać się:
1. wiarygodnością (rzetelnością),
2. zrozumiałością dla użytkowników,
3. kompletnością,
4. porównywalnością,
5. sprawdzalnością,
6. terminowością,
7. ciągłością.

Sprawozdania finansowe sporządza się w różnych sytuacjach i warunkach czasowych, organizacyjnych oraz kapitałowych funkcjonowania podmiotów gospodarczych. Informacje sprawozdawcze mogą być prezentowane w odmiennych układach i z niejednakowym stopniem szczegółowości.
Na kompletne sprawozdanie finansowe składają się następujące części składowe:
- wprowadzenie do sprawozdania finansowego,
- rachunek zysków i strat (rachunek wyników),
- bilans,
- zestawienie zmian w kapitale (funduszu) własnym,
- rachunek przepływów pieniężnych,
- dodatkowe informacje i objaśnienia.

Do rocznego sprawozdania finansowego dołącza się sprawozdanie z działalności jednostki, jeżeli obowiązek jego sporządzania wynika z ustawy lub odrębnych przepisów.
Sprawozdania finansowe stanowią obecnie główne źródło informacji o sytuacji finansowej przedsiębiorstw. Są one bardzo praktycznym narzędziem pozwalającym na uporządkowanie informacji finansowych oraz na szybką analizę danych jednostki gospodarczej. Powinny odpowiadać podstawowym potrzebom informacyjnym licznych zewnętrznych i wewnętrznych grup użytkowników.
Głównymi użytkownikami sprawozdań finansowych są:
- inwestorzy oraz doradcy wykorzystujący sprawozdania przy decyzjach inwestycyjnych,
- wierzyciele wykorzystujący sprawozdania przy podejmowaniu decyzji o udzielaniu pożyczki, kredytu bankowego, czy sprzedaży z odroczonym terminem płatności,
- agendy rządowe i samorządy, korzystające ze sprawozdań przy ocenie zgodności działań firmy z obowiązującymi regulacjami prawnymi,
- pracownicy i ich ugrupowania korzystający ze sprawozdań przy ocenie zdolności firmy do wypełnienia zobowiązań wobec pracowników,
- konkurencja wykorzystująca sprawozdania przy ocenie mocnych i słabych stron oraz strategii konkurencyjnej firmy,
- zarządzający wykorzystujący sprawozdania przy decyzjach związanych z zarządzaniem firmą.

Dla zarządzających jednostkami gospodarczymi sprawozdania finansowe mają jednak ograniczoną przydatność, ponieważ np. nie prezentują wielu zasobów (kapitału intelektualnego) będących często krytycznymi czynnikami sukcesu.
Międzynarodowe standardy rachunkowości (MSSF, 2004, s. 66–73) i ustawa o rachunkowości (art. 3 ust. 1 pkt 12, 20, 30, 31) wprowadzają definicje podstawowych kategorii ekonomicznych, ujmowanych w sprawozdaniu finansowym. Przed podjęciem decyzji o prezentacji określonej pozycji w sprawozdaniu finansowym, powinna być ona poddana ocenie, czy spełnia kryteria wyznaczone przez te definicje.

## Sprawozdania finansowe w Polsce
Sprawozdania finansowe w Polsce mogą być sporządzane zgodnie z Ustawą o rachunkowości (UoR) lub Międzynarodowymi Standardami Sprawozdawczości Finansowej. Sprawozdania sporządza się w języku polskim oraz w walucie polskiej. Mogą być sporządzane jednostkowe i skonsolidowane sprawozdania finansowe (sprawozdania skonsolidowane dotyczą grup kapitałowych). Tryb ich sporządzania określają rozdziały 5 i 6 Ustawy o rachunkowości (UoR).
Od 1 października 2018 do końca 2019 r. sprawozdanie finansowe było sporządzane w postaci elektronicznej oraz opatrywane kwalifikowanym podpisem elektronicznym lub podpisem potwierdzonym profilem zaufanym ePUAP (art. 45 ust. 1f). Od 1 stycznia 2020 r. sprawozdanie to można opatrzeć kwalifikowanym podpisem elektronicznym, podpisem zaufanym lub podpisem osobistym.

### Sprawozdanie finansowe w mikrojednostce
Od 2015 roku mikro jednostki mogą sporządzać uproszczone sprawozdanie finansowe składające się z bilansu, rachunku zysków i strat, informacji uzupełniającej do bilansu. Informacja uzupełniająca powinna zawierać:
- kwotę zobowiązań finansowych z tytułu dłużnych instrumentów finansowych, gwarancji i poręczeń lub zobowiązań warunkowych, które nie zostały uwzględnione w bilansie,
- odrębnie ujawniać zobowiązania dotyczące emerytur oraz jednostek powiązanych lub stowarzyszonych,
- kwotę zaliczek i kredytów udzielonych członkom organów administrujących, zarządzających i nadzorujących (należy wskazać oprocentowanie, warunki, kwoty, które zostały już uregulowane), zobowiązań zaciągniętych w ich imieniu tytułem gwarancji i poręczeń wszelkiego rodzaju,
- wartość udziałów (akcji) własnych (przyczyny ich nabycia, liczba i ich wartość nominalna).

### Dostęp do sprawozdań finansowych
Ze sprawozdaniami finansowymi podmiotów zarejestrowanych w Krajowym Rejestrze Sądowym (m.in. spółek z ograniczoną odpowiedzialnością, spółek jawnych, spółek akcyjnych, spółek komandytowych, spółek komandytowo-akcyjnych, spółek partnerskich, spółdzielni, spółdzielni europejskich, oddziałów przedsiębiorców zagranicznych, przedsiębiorstw zagranicznych i towarzystw ubezpieczeń wzajemnych) można zapoznać się w jednym z 21 wydziałów gospodarczych KRS (właściwym dla siedziby podmiotu) lub przez dostęp internetowy na stronie KRS (po podaniu numeru KRS). W związku ze zniesieniem od 1 stycznia 2013 „Monitora Polskiego B” jest to obecnie podstawowy sposób pozyskiwania sprawozdań finansowych przedsiębiorstw działających w Polsce. Podmioty, dla których rok obrotowy pokrywa się z rokiem kalendarzowym, są zobowiązane złożyć sprawozdanie finansowe do KRS najpóźniej 15 lipca. Niezłożenie sprawozdania finansowego we właściwym sądzie rejestrowym podlega grzywnie lub karze ograniczenia wolności. Jeżeli podmiot, pomimo wezwania, nie złożył rocznych sprawozdań finansowych za dwa kolejne lata obrotowe, sąd rejestrowy wszczyna z urzędu postępowanie o jego rozwiązanie bez przeprowadzania postępowania likwidacyjnego.
Od 1 stycznia 2013 podmioty, które nie składają rocznych sprawozdań finansowych do KRS, a których sprawozdania finansowe podlegają badaniu przez biegłego rewidenta (m.in. wspólnicy spółek cywilnych, fundusze inwestycyjne i niektóre jednostki sektora finansów publicznych), mają obowiązek ich publikacji w Monitorze Sądowym i Gospodarczym. „Monitor” jest dostępny bezpłatnie na stronach internetowych Ministerstwa Sprawiedliwości.
Sprawozdania finansowe można także uzyskać bezpośrednio od podmiotu (m.in. spółki notowane na warszawskiej Giełdy Papierów Wartościowych publikują je na swoich stronach internetowych).
Dostęp do sprawozdań finansowych jest także możliwy za pośrednictwem specjalistycznych serwisów ekonomiczno-prawnych oraz wywiadowni gospodarczych, które pozyskują je z KRS lub bezpośrednio od przedsiębiorców.
Do 31 grudnia 2012 sprawozdania finansowe podmiotów wskazanych w art. 64 ustawy o rachunkowości były publikowane w „Monitorze Polskim B”. Sprawozdania finansowe spółdzielni, oprócz złożenia do KRS, do 13 września 2015 były publikowane w „Monitorze Spółdzielczym B”.
Sprawozdania finansowe spółek publicznych raportujących wg MSSF/MSR mogą zostać poddane ocenie w konkursie The Best Annual Report.

### Przechowywanie sprawozdań finansowych
Roczne sprawozdania finansowe podlegają przechowywaniu przez okres co najmniej 5 lat, licząc od początku roku następującego po roku obrotowym, w którym nastąpiło ich zatwierdzenie. Przechowywać w należyty sposób i chronić przed niedozwolonymi zmianami, nieupoważnionym rozpowszechnianiem, uszkodzeniem bądź zniszczeniem, należy takie dokumenty jak:
- dokumentację opisującą w języku polskim przyjęte przez jednostkę zasady (politykę) rachunkowości,
- księgi rachunkowe,
- dowody księgowe,
- dokumenty inwentaryzacyjne,
- sprawozdania finansowe.

Po zatwierdzeniu sprawozdania finansowego za dany rok obrotowy, dokumentację przyjętych zasad rachunkowości, księgi rachunkowe, jak również sprawozdania finansowe oraz sprawozdanie z działalności jednostki przechowuje się w oryginalnej postaci, w ustalonym porządku chronologicznym dostosowanym do sposobu prowadzenia ksiąg rachunkowych, w podziale na okresy sprawozdawcze, w sposób pozwalający na ich łatwe odszukanie.
Zasady dotyczące okresu archiwizacji dla sprawozdań finansowych w formie papierowej i elektronicznej są identyczne. Przepisy dopuszczają przeniesienie dokumentów na informatyczne nośniki danych pozwalających zachować zawartość dowodów w trwałej i niezmienionej postaci. 1 października 2018 roku wszedł obowiązek sporządzania sprawozdań finansowych w formie elektronicznej. Musi być ono opatrzone kwalifikowanym podpisem elektronicznym, podpisem zaufanym albo podpisem osobistym przez osobę, której powierzono prowadzenie ksiąg rachunkowych i kierownika jednostki. Elektroniczne sprawozdanie finansowe może być sporządzone w dwóch formach:
- forma ustrukturyzowana, która ma postać pliku w formacie XML zgodnym z regułami określonymi we właściwej strukturze XSD. Sprawozdania w tej formie sporządzają jednostki wpisane do rejestru przedsiębiorców KRS, podatnicy podatku dochodowego od osób fizycznych prowadzący księgi rachunkowe zobowiązani do sporządzenia sprawozdania finansowego (art. 45 ust. 5 updof) oraz podatnicy podatku dochodowego od osób prawnych zobowiązani do sporządzania sprawozdania finansowego niewpisani do rejestru przedsiębiorców KRS (art. 27 ust. 2 updop).
- forma niestrukturyzowana sprawozdania finansowego natomiast ma postać pliku zapisywanego w dowolnym formacie. Sprawozdanie w takim formacie sporządzają jednostki stosujące MSR oraz spółki cywilne.